# Rue des Rabats
La rue des Rabats est une voie de la commune française d'Antony dans les Hauts-de-Seine.

## Situation et accès
Elle rencontre notamment la rue de l'Aurore.
Sa desserte ferroviaire est assurée par la gare du Chemin d'Antony.

## Origine du nom

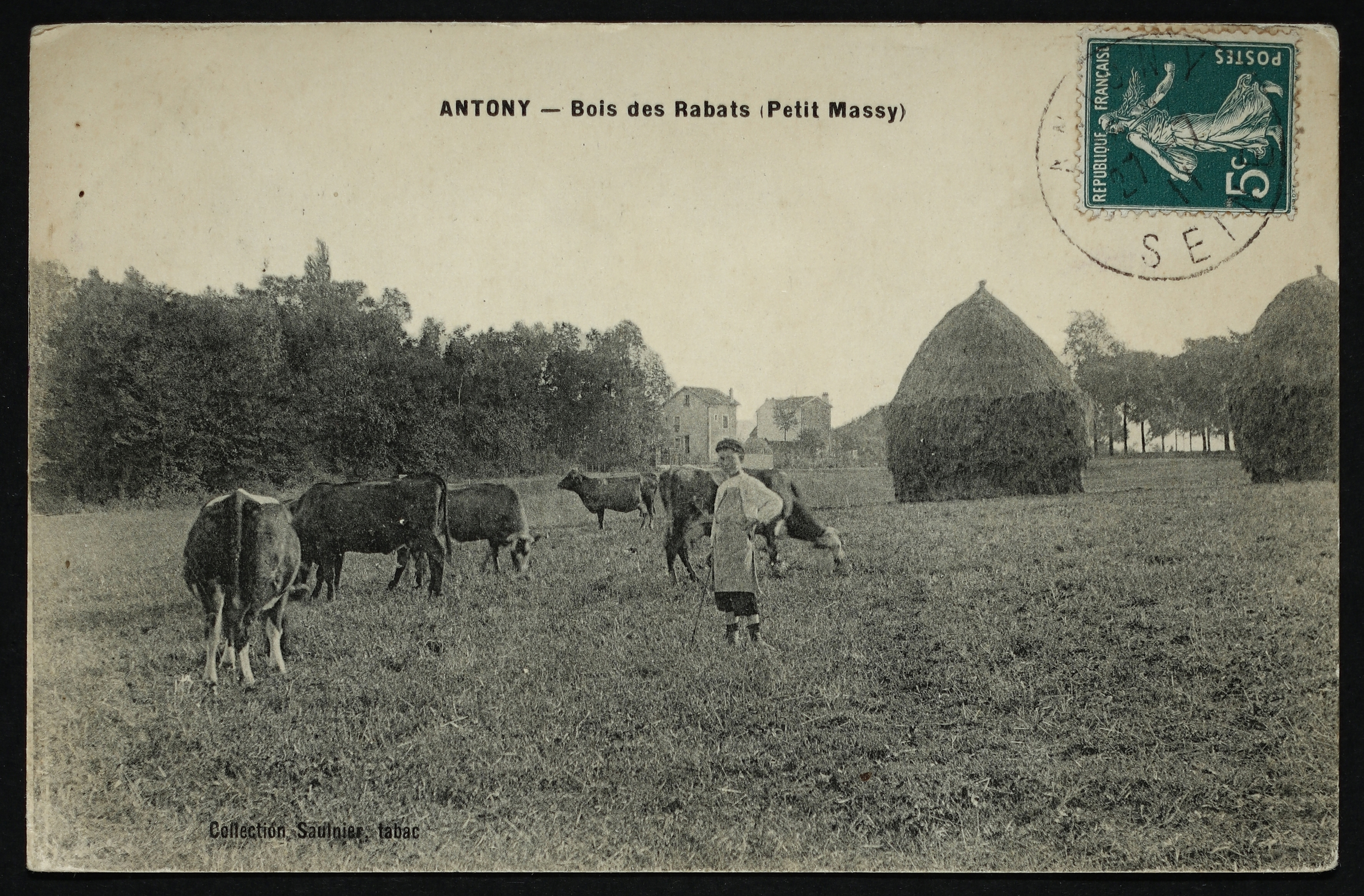
Bois des Rabats au Petit Massy.

Cette rue tient son nom du lieu-dit « Les Rabats », qui se subdivisait en « Les Hauts-Rabats », « Les Bas-Rabats », et « Les Vieux-Rabats ».
En mai 1919, le conseil municipal prit la décision de la renommer en « rue des Poilus », en l'honneur des Poilus, surnom donné aux soldats de la Première Guerre mondiale.
Cette décision fut approuvée le 23 juin 1919 par un décret du président de la République. Mais cependant, les protestations de certains habitants, peut-être appréhendant des plaisanteries indélicates, fit que le 13 novembre 1921, une nouvelle décision fut prise afin que les plaques indicatrices portent simultanément l'ancienne et la nouvelle appellation. À la suite d'une nouvelle demande du comité de défense des intérêts du quartier des Rabats, l’assemblée municipale renonça finalement à cet odonyme et rendit le 21 octobre 1929 son nom originel à cette voie.

## Bâtiments remarquables et lieux de mémoire
- Parc du Bois de l'Aurore[4].

## Pour approfondir